# Леджет (Гусарский район)
Леджет (азерб. Ləcət kəndi, лезг. Лечет хуьр) — село в Гусарском районе Азербайджана.

## География
Село расположено на севере Гусарского района, в 16 км от районного центра — города Гусар, в 3 км от реки Самур и российско-азербайджанской границы. В 14 км к северо-востоку от села проходит автомагистраль E 119.

## Сихилы
1. Цӏаруяр
2. Гилакар
3. Суьквелар

## Население
Село Леджет населено лезгинами.